# Lijst van Italiaanse films
Dit is een lijst van bekende Italiaanse films in chronologische volgorde.

## 1905-1939
- La presa di Roma (1905)
- L'Inferno (1911)
- Quo vadis (1913)
- Gli ultimi giorni di Pompeii (1913)
- Cabiria (1914)
- Assunta Spina (1915)
- Maciste (1915)
- Ê piccirella (1922)
- Gli ultimi giorni di Pompei (1925)
- Rotaie (1929)
- Sole (1929)
- La canzone dell'amore (1930)
- Gli uomini, che mascalzoni! (1932)
- Animali pazzi (1939)

## 1940-1949
- Ossessione (1943)
- La vita è bella (1943)
- Roma, città aperta (1945)
- Ladri di biciclette (1948)
- Riso amaro (1948)
- Catene (1949)
- Totò le Mokò (1949)
- Totò cerca casa (1949)

## 1950-1959
- Luci del varietà (1950)
- Achtung banditi (1951)
- Bellissima (1951)
- Miracolo a Milano (1951)
- Don Camillo-reeks
- Totò a colori (1952)
- Pane, amore e fantasia (1953)
- Stazione Termini (1953)
- Senso (1954)
- La strada (1954)
- Un americano a Roma (1954)
- L'oro di Napoli (1954)
- Il segno di Venere (1955)
- Poveri ma belli (1956)
- Le notti di Cabiria (1957)
- I Soliti Ignoti (1958)
- Il generale Della Rovere (1959)

## 1960-1969
- Audace colpo dei soliti ignoti (1960)
- L'avventura (1960)
- La dolce vita (1960)
- Tutti a casa (1960)
- Il bell'Antonio (1960)
- I delfini (1960)
- Rocco e i suoi fratelli (1960)
- Il vigile (1960)
- La ciociara (1960)
- Divorzio all'italiana (1961)
- Accattone (1961)
- La notte (1961)
- Una vita difficile (1961)
- Il posto (1961)
- Il giudizio universale (1961)
- Il sorpasso (1962)
- Mamma Roma (1962)
- Cronaca familiare (1962)
- La marcia su Roma (1962)
- 8½ (1963)
- Il gattopardo (1963)
- Ieri, oggi e domani (1963)
- I mostri (1963)
- Il diavolo (1963)
- Matrimonio all'italiana (1964)
- Il Vangelo secondo Matteo (1964)
- Comizi d'amore (1964)
- Per un pugno di dollari (1964)
- Per qualche dollaro in più (1965)
- Giulietta degli spiriti (1965)
- Oggi, domani, dopodomani (1965)
- Vaghe stelle dell'Orsa (1965)
- Il buono, il brutto, il cattivo (1966)
- Africa Addio (1966)
- Uccellacci e uccellini (1966)
- Operazione San Gennaro (1966)
- Edipo re (1967)
- Lo straniero (1967)
- Le streghe (1967)
- A ciascuno il suo (1967)
- C'era una volta il West (1968)
- Teorema (1968)
- Satyricon (1969)
- Medea (1969)
- La caduta degli dei (1969)

## 1970-1979
- Il giardino dei Finzi-Contini (1970)
- L'uccello dalle piume di cristallo (1970)
- Indagine su un cittadino al di sopra di ogni sospetto (1970)
- Dramma della gelosia – Tutti i particolari in cronaca (1970)
- I girasoli (1970)
- Brancaleone alle crociate (1970)
- Il conformista (1970)
- Per grazia ricevuta (1970)
- ...continuavano a chiamarlo Trinità (1971)
- Giù la testa (1971)
- Morte a Venezia (1971)
- Lo chiamavano Trinità (1971)
- Il gatto a nove code (1971)
- Il Decameron (1971)
- Detenuto in attesa di giudizio (1971)
- Quattro mosche di velluto grigio (1972)
- Mimì metallurgico ferito nell'onore (1972)
- Ludwig (1972)
- Lo scopone scientifico (1972)
- Roma (1972)
- I racconti di Canterbury (1972)
- Allonsanfan (1973)
- La Grande Bouffe (1973), ook wel: La grande abbuffata
- Amarcord (1973)
- Rappresaglia (1973)
- Il mio nome è Nessuno (1973)
- Polvere di stelle (1973)
- Una breve vacanza (1973)
- C'eravamo tanto amati (1974)
- Gruppo di famiglia in un interno (1974)
- Pane e cioccolata (1974)
- Profumo di donna (1974)
- Il fiore delle Mille e una notte (1974)
- Amici miei (1975)
- Profondo rosso (1975)
- Divina creatura (1975)
- Fantozzi (1975)
- Pasqualino settebellezze (1975)
- Salò o le 120 giornate di Sodoma (1975)
- La casa dalle finestre che ridono (1976)
- Novecento (1976)
- L'innocente (1976)
- Brutti, sporchi e cattivi (1976)
- Telefoni bianchi (1976)
- Il Casanova di Federico Fellini (1976)
- Mogliamante (1977)
- Padre padrone (1977)
- Una giornata particolare (1977)
- La stanza del vescovo (1977)
- Suspiria (1977)
- Un borghese piccolo piccolo (1977)
- I nuovi mostri (1977)
- Ecce Bombo (1978)
- L'albero degli zoccoli (1978)
- Prova d'orchestra (1978)
- Chiedo asilo (1979)

## 1980-1989
- Ricomincio da tre (1980)
- Un sacco bello (1980)
- La terrazza (1980)
- La città delle donne (1980)
- Cannibal Holocaust (1980)
- Il marchese del Grillo (1981)
- La pelle (1981)
- Tre fratelli (1981)
- Storie di ordinaria follia (1981)
- La tragedia di un uomo ridicolo (1981)
- Scusate il ritardo (1982)
- La notte di San Lorenzo (1982)
- Tenebrae (1982)
- E la nave va (1982)
- State buoni se potete (1983)
- Bianca (1984)
- C'era una volta in America (1984)
- Non ci resta che piangere (1985)
- Festa di laurea (1985)
- La messa è finita (1985)
- Maccheroni (1985)
- Phenomena (1985)
- Regalo di Natale (1986)
- Ginger e Fred (1986)
- Il camorrista (1986)
- Intervista (1987)
- Opera (1987)
- La leggenda del santo bevitore (1988)
- Il piccolo diavolo (1988)
- Nuovo cinema Paradiso (1989)
- Storia di ragazzi e di ragazze (1989)
- Palombella rossa (1989)
- Che ora è? (1989)

## 1990-1999
- L'aria serena dell'Ovest (1990)
- La carne (1990)
- Porte aperte (1990)
- La stazione (1990)
- Mediterraneo (1991)
- Fratelli e sorelle (1991)
- Johnny Stecchino (1991)
- Verso sera (1991)
- Il ladro di bambini (1992)
- Morte di un matematico napoletano (1992)
- Ciao, professore! (1992)
- Un'anima divisa in due (1992)
- Il grande cocomero (1992)
- Caro diario (1994)
- Lamerica (1994)
- Come due coccodrilli (1994)
- Il mostro (1994)
- Per amore, solo per amore (1994)
- Il postino (1994)
- La seconda volta (1995)
- L'uomo delle stelle (1995)
- Sostiene Pereira (1995)
- Palermo Milano - Solo andata (1995)
- Celluloide (1996)
- I magi randagi (1996)
- La mia generazione (1996)
- La vita è bella (1997)
- Ovosodo (1997)
- Aprile (1998)
- Il testimone dello sposo (1998)
- Radiofreccia (1998)
- Come te nessuno mai (1999)
- Il pesce innamorato (1999)
- Un tè con Mussolini (1999)

## 2000-2010
- I cento passi (2000)
- Pane e tulipani (2000)
- Malèna (2000)
- Tutto l'amore che c'è (2000)
- Le fate ignoranti (2001)
- Santa Maradona (2001)
- L'ultimo bacio (2001)
- Concorrenza sleale (2001)
- La stanza del figlio (2001)
- Il più bel giorno della mia vita (2002)
- L'ora di religione (2002)
- I banchieri di Dio (2002)
- Pinocchio (2002)
- La meglio gioventù (2003)
- Buongiorno, notte (2003)
- Io non ho paura (2003)
- Caterina va in città (2003)
- La finestra di fronte (2003)
- Ricordati di me (2003)
- Incantato (2003)
- Non ti muovere (2004)
- Agata e la tempesta (2004)
- Romanzo criminale (2005)
- Cuore sacro (2005)
- La seconda notte di nozze (2005)
- Manuale d'amore (2005)
- La bestia nel cuore (2005)
- Quando sei nato non puoi più nasconderti (2005)
- La tigre e la neve (2005)
- Il caimano (2006)
- Notte prima degli esami (2006)
- Nuovomondo (2006)
- La stella che non c'è (2006)
- La sconosciuta (2006)
- Manuale d'amore 2 - Capitoli successivi (2006)
- Mio fratello è figlio unico (2007)
- Saturno contro (2007)
- Gomorra (2008)
- Il papà di Giovanna (2008)
- Mine Vaganti (2010)

## 2011-heden
- Io sono Li (2011)
- Viva la libertà (2013)
- La grande bellezza (2013)
- Sacro GRA (2013)
- Il capitale umano (2013)
- Le meraviglie (2014)
- Hungry Hearts (2014)
- Pasolini (2014)
- Cloro (2015)
- Vergine giurata (2015)
- Mia madre (2015)
- Youth (2015)
- Il racconto dei racconti (2015)
- Antonia (2015)
- L'attesa (2015)
- A Bigger Splash (2015)
- Sangue del mio sangue (2015)
- Per amor vostro (2015)
- Lo chiamavano Jeeg Robot (2015)
- Quo vado? (2016)
- Perfetti sconosciuti (2016)
- Fuocoammare (2016)
- La pazza gioia (2016)
- Piuma (2016)
- Questi giorni (2016)